# Konan Serge Kouadio
Konan Serge Kouadio (Abidjan, 31 dicembre 1988) è un ex calciatore ivoriano, di ruolo centrocampista.

## Carriera

### Club
Cominciò la carriera con l'Académie de Sol Beni, squadra riserve dell'ASEC Mimosas, formazione in cui fu promosso nel 2006. A gennaio 2007, passò agli inglesi del Charlton. Per ragioni dovute al permesso di lavoro, fu però prestato ai norvegesi del Fredrikstad. Debuttò nella Tippeligaen il 9 aprile 2007, quando sostituì Anders Stadheim nella sconfitta per 3-0 contro il Lillestrøm.
Una volta terminato questo prestito, il calciatore si trasferì ai francesi dello Cherbourg con la stessa formula. Nel 2009 passò al Djékanou a titolo definitivo. Si trasferì poi ai marocchini del CODM Meknès. Nel 2013 venne invece ingaggiato dal Wydad Fes. Nel 2014, passò ai portoghesi del Moura.

## Palmarès

### Club

#### Competizioni nazionali
- Campionato ivoriano: 1

ASEC Mimosas: 2006
- Coppa della Costa d'Avorio: 1

ASEC Mimosas: 2007